# Деметер, Димитрие
Димитрие Деметер (греч. Δημήτριος Δημητρίου, хорв. Dimitrija Demeter; 21 июля 1811 — 24 июня 1872) — хорватский писатель греческого происхождения, поэт, драматург и литературный критик. Будучи одним из самых образованных людей своего времени, он сыграл важную роль в движении хорватского национального возрождения. Много работал с Хорватским национальным театром в Загребе. Его политическая активность в была связана с его участием во многих патриотических изданиях.

## Биография
Димитрие Деметер родился в богатой купеческой семье греческого происхождения. Его родители Теодор и Афрати приехали в Австро-Венгрию в 1790 году из города Сьятиста, в то время находившегося под османским владычеством. Димитрие изучал философию в Граце и медицину в Вене и Падуе. Во время учёбы также занимался литературной деятельностью. После возвращения в Хорватию присоединился к иллирийскому движению. Сначала он работал врачом, а с 1841 года его основным занятием стала литература.
Писать стихи на греческом он начал ещё в раннем возрасте. В 16 лет он написал свою первую драму «Βιργινία» («Вирджиния»). В своей самой известной драме «Теута», которая считается первой национальной драмой хорватов, он выступает с идеей об иллирийском происхождении всех южных славян. Он также писал рассказы, фельетоны, литературную критик, либретто для опер Ватрослава Лисинского «Любовь и злоба» и «Порин», а также для своих драм «Dramatička pokušenja I» (1834) и «Dramatička pokušenja II». (1844). В своих текстах он пытался следовать традициям старой хорватской литературы и тенденциям европейской драмы. Он в основном использовал исторические сюжеты, чтобы выразить свои патриотические устремления и высказаться о нынешней социальной ситуации в обществе. Его роль в организации культурной жизни в Загребе и Хорватии имела очень большое большое значение. Он также являлся редактором различных изданий патриотической направленности или различными альманахами патриотической направленности: «Iskra», «Südslavische Zeitung», «Danica», «Narodne novine» и «Hrvatski Sokol».
Одна самых известных работ — его раннее романтическое стихотворение «Гробникское поле» (хорв. Grobničko polje), написанное в 1842 году в честь 600-летия битвы на Гробникском поле, где по преданию хорваты победили вторгшихся татаро-монголов. По этому произведению видно, что оно было написано чрезвычайно талантливым писателем. В нём переплетаются два главных мотива: мотив села и мотив патриотизма. Автор также черпал вдохновение в творчестве Байрона. Деметер использовал 10-слоговый стих и 12-слоговый стих, чтобы избежать монотонной рутины традиционных народных песен, подчёркивая сильные характеры главных героев и их страсть. Вместо повествовательных эпический тенденций он придаёт своим стихам сильные драматические черты, которые напоминают литературную работу Байрона.
В творчестве Деметера подчёркиваются общие проблемы человечества на примере битвы между добром и злом, где в конце добро всегда преобладает. Его стихотворения сыграли важную роль в хорватской литературе того времени. Среди его поэм особое место занимает «Песнь Хорватов» (хорв. Pjesma Hrvata), которая представляет собой 8-слоговый стих.
Димитрие Деметер была также одним из основателей Хорватского национального театра. Когда хорватский парламент учредил постоянный театр, Деметер был назначен и его руководителем и драматургом. В 1907 году, спустя 35 лет после его смерти, была учреждена премия Деметера за лучшую драму, которая сохранилась до наших дней.
Деметер умер в Загребе 24 июня 1872 года, и как православный грек он был похоронен на православном кладбище в районе Пантовчак. После закрытия большинства старых кладбищ в Загребе в 1870-х годах и создания главного городского кладбища Мирогой, его останки были перемещены туда, где они и покоятся до сих пор. Его бюст украшает двор Хорватского национального театра в Загребе.